# Maurice Denuzière
Maurice Denuzière, né le 29 août 1926 à Saint-Étienne, est un journaliste et écrivain français.

## Biographie
Après des études dans le journalisme et un début de carrière dans l'aéronautique navale, il se lance dans le journalisme. En 1951, il devient chroniqueur pour France-Soir et Le Monde.
Passionné par l’écriture, il est l'auteur de plusieurs best-sellers ; il est surtout connu pour sa suite romanesque en six volumes intitulée Louisiane (1977-1987).

### Décoration
- janvier 2010 :  Commandeur de l'ordre des Arts et des Lettres[1]

## Publications

### Romans

#### Séries
- Série Louisiane
  - Louisiane (tome I), JC Lattès, 1977
  - Fausse-Rivière (tome II), JC Lattès, 1979
  - Bagatelle (tome III), JC Lattès, 1981
  - Les Trois Chênes (tome IV), Denoël, 1985
  - L'Adieu au Sud (tome V), Denoël, 1987
  - Les Années Louisiane (tome VI), Denoël, 1987
- Série Helvétie
  - Helvétie (tome I), 1992
  - Rive-Reine (tome II), 1994
  - Romandie (tome III), 1996
  - Beauregard (tome IV), 1998
- Série Bahamas
  - Le Pont de Buena Vista (tome I), Fayard, 2003
  - Retour à Soledad (tome II), Fayard, 2005
  - Un paradis perdu (tome III), Fayard, 2007

#### Autres romans
- Les Trois Dés, Éditions Julliard, 1959
- Une tombe en Toscane, Éditions Julliard, 1960
- L'Anglaise et le Hibou, Éditions Julliard, 1961
- Comme un hibou au soleil, JC Lattès, 1974
- Un chien de saison, JC Lattès, 1979
- Pour amuser les coccinelles, JC Lattès, 1982
- L'Amour flou, Denoël, 1988
- Le Cornac, Fayard, 2000
- Amélie ou la Concordance des temps, Fayard, 2001
- Pour amuser les coccinelles, Fayard, 2003
- L'Alsacienne, Fayard, 2009
- Un homme sans ambition, Fayard, 2011
- Montvert-les-Bains, Flammarion, 2016

### Divers
- Boulevard des Italiens (1875-1975), photos de John Craven, Draeger, Paris, 1975
- Enquête sur la fraude fiscale, JC Lattès, 1973
- Lettres de l’étranger, chroniques, JC Lattès, 1973
- Les Délices du port, essai, Fleurus, 1963
- Alerte en Stéphanie, conte, Hachette Jeunesse, 1982
- La Trahison des apparences, nouvelles, Éditions de l’Amitié, 1986
- Je te nomme Louisiane, récit, Denoël, 1990
- Et pourtant elle tourne, chroniques Fayard, 1998
- La Louisiane : du coton au pétrole, Denoël, 1990
- Du Mississippi au Léman, itinéraire historique, l'Aire, 2010
- La Dix-Huitième Étoile, histoire de la Louisiane américaine, Fayard, 2013